# Tyne Cot

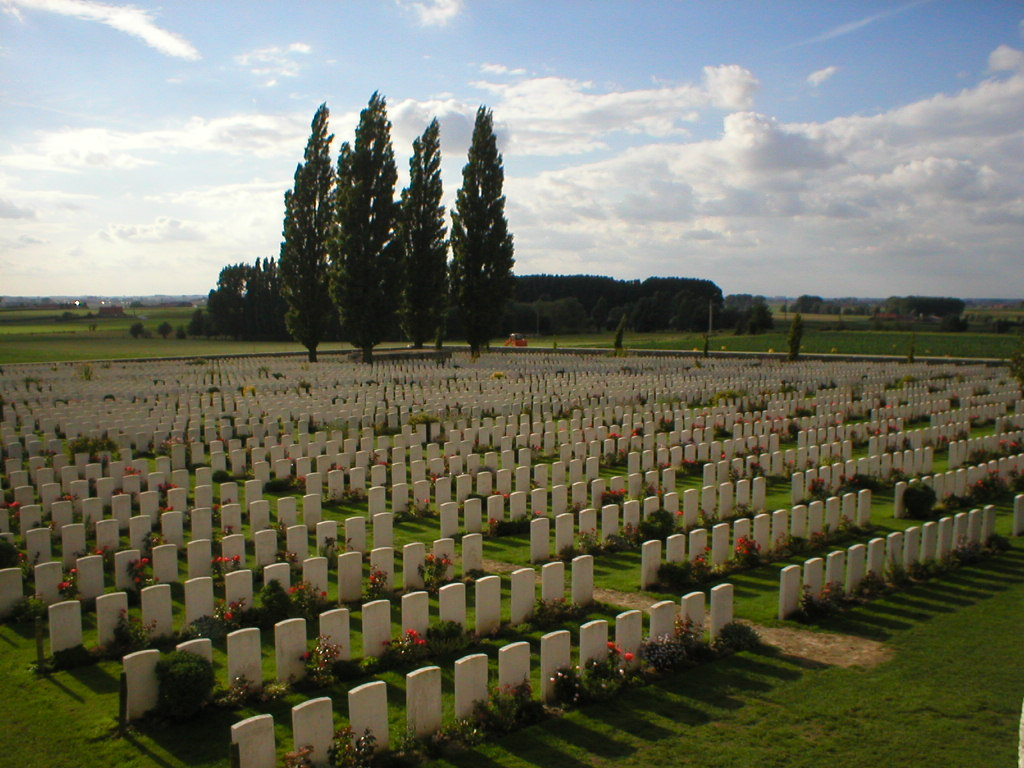
Den brittiska krigskyrkogården Tyne Cot

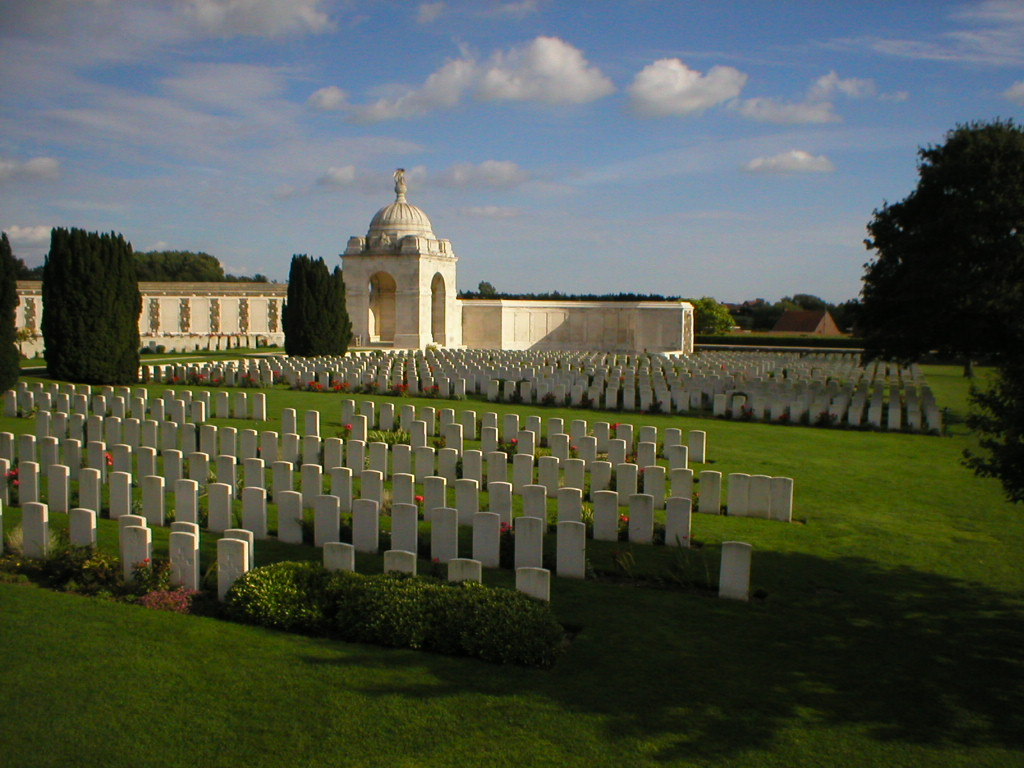
Den brittiska krigskyrkogården Tyne Cot

Tyne Cot Commonwealth War Graves Cemetery and Memorial to the Missing är Brittiska Samväldets största krigskyrkogård med mer än 11 900 stupade soldater från första världskriget. Av dessa gravar saknar 8 365 namn. De flesta begravda var britter (8 907 personer). 101 personer begravdes som okända. Kyrkogården ligger alldeles intill den belgiska byn Passendale, där hårda strider stod i slutet av 1917. Redan den sjätte oktober 1917 anlades en gravplats för 343 stupade allierade. Gravplatsen återerövrades den 13 april av tyskarna bara för att åter tillfalla de allierade genom att belgarna tog tillbaka den 28 september 1918. Efter krigsslutet i november 1918 ökades antalet genom att mindre gravplatser flyttades till Tyne Cot. 